# Rastovac (Ivanska)
Rastovac is een plaats in de gemeente Ivanska in de Kroatische provincie Bjelovar-Bilogora. De plaats telt 54 inwoners (2001).